# Camponotus reaumuri
Camponotus reaumuri är en myrart som beskrevs av Auguste-Henri Forel 1892. Camponotus reaumuri ingår i släktet hästmyror, och familjen myror. Inga underarter finns listade.

## Bildgalleri

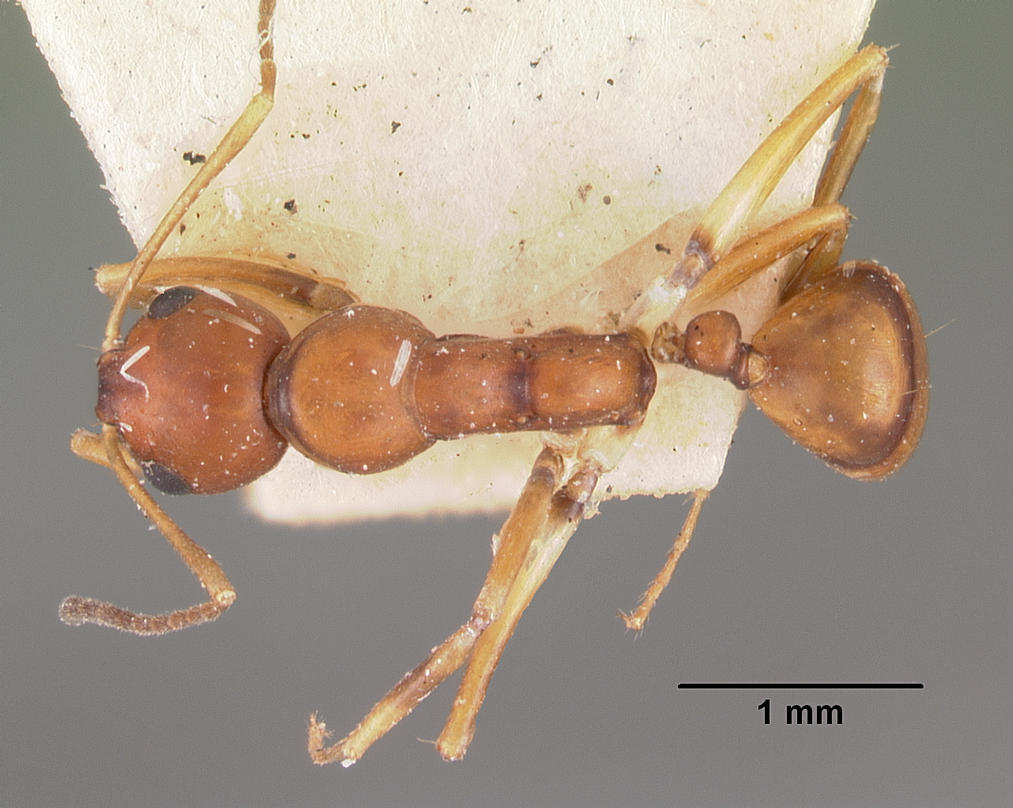
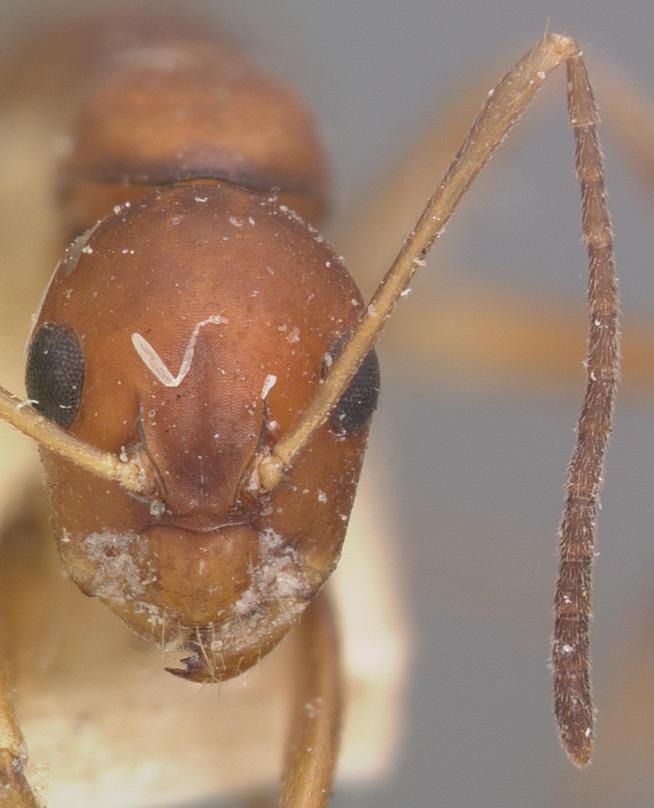
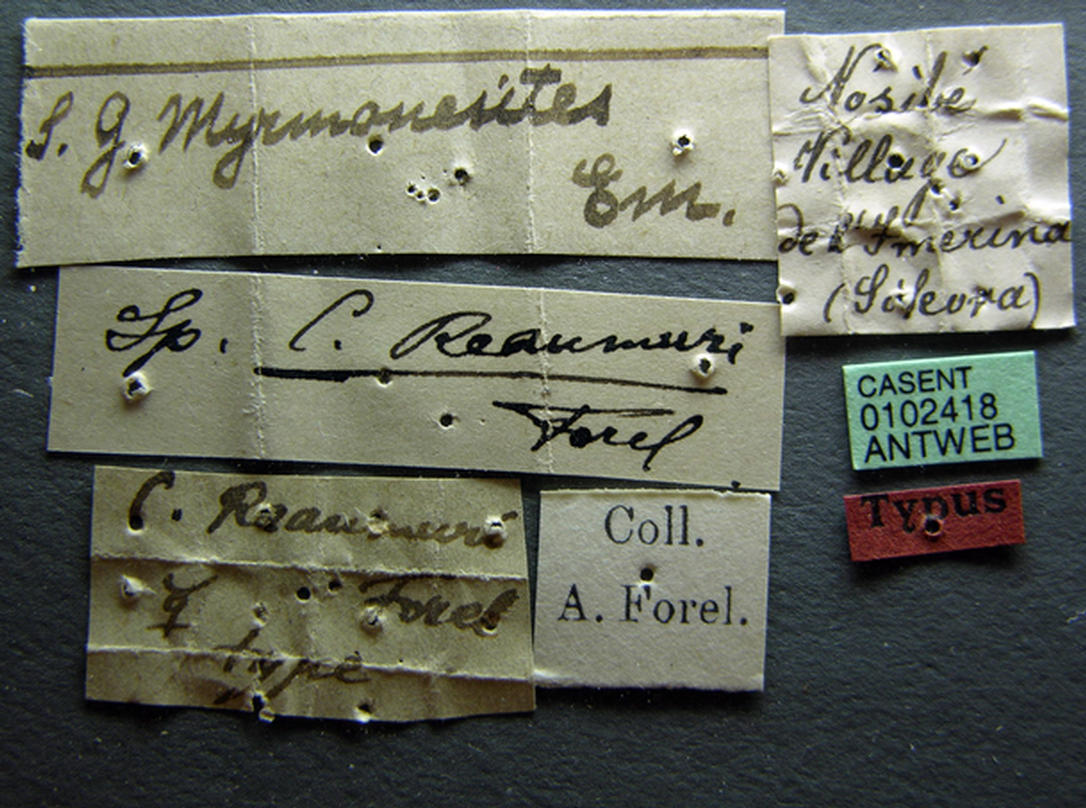
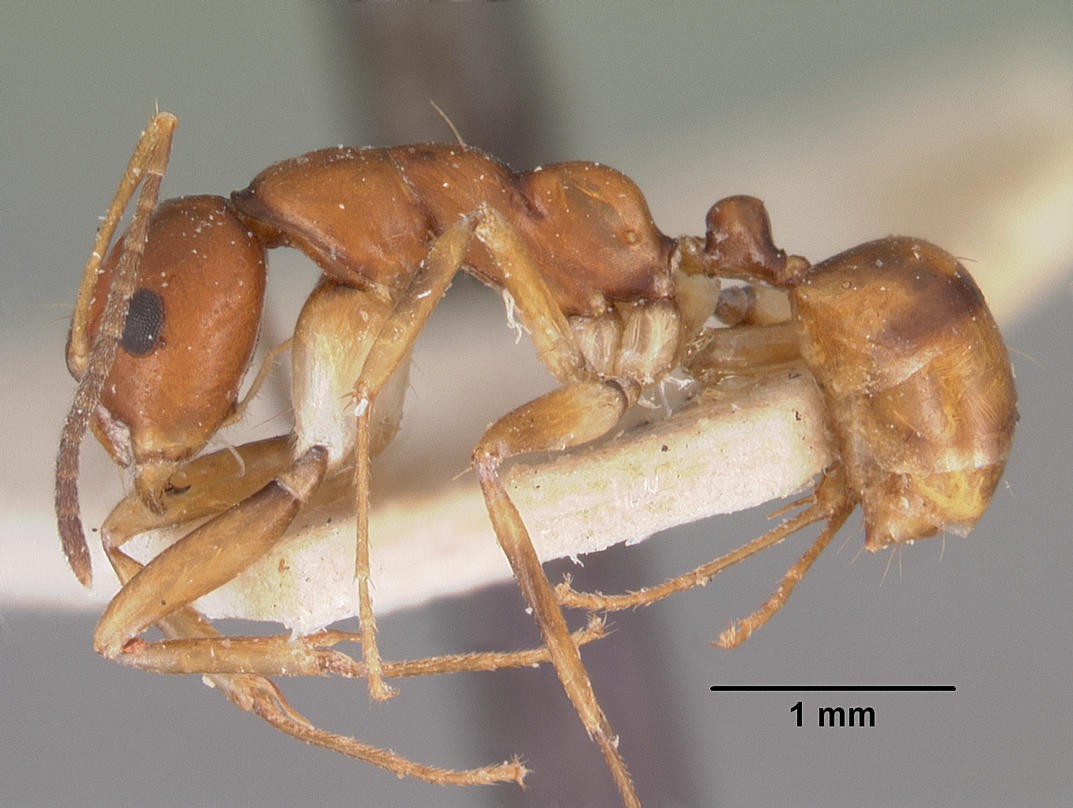
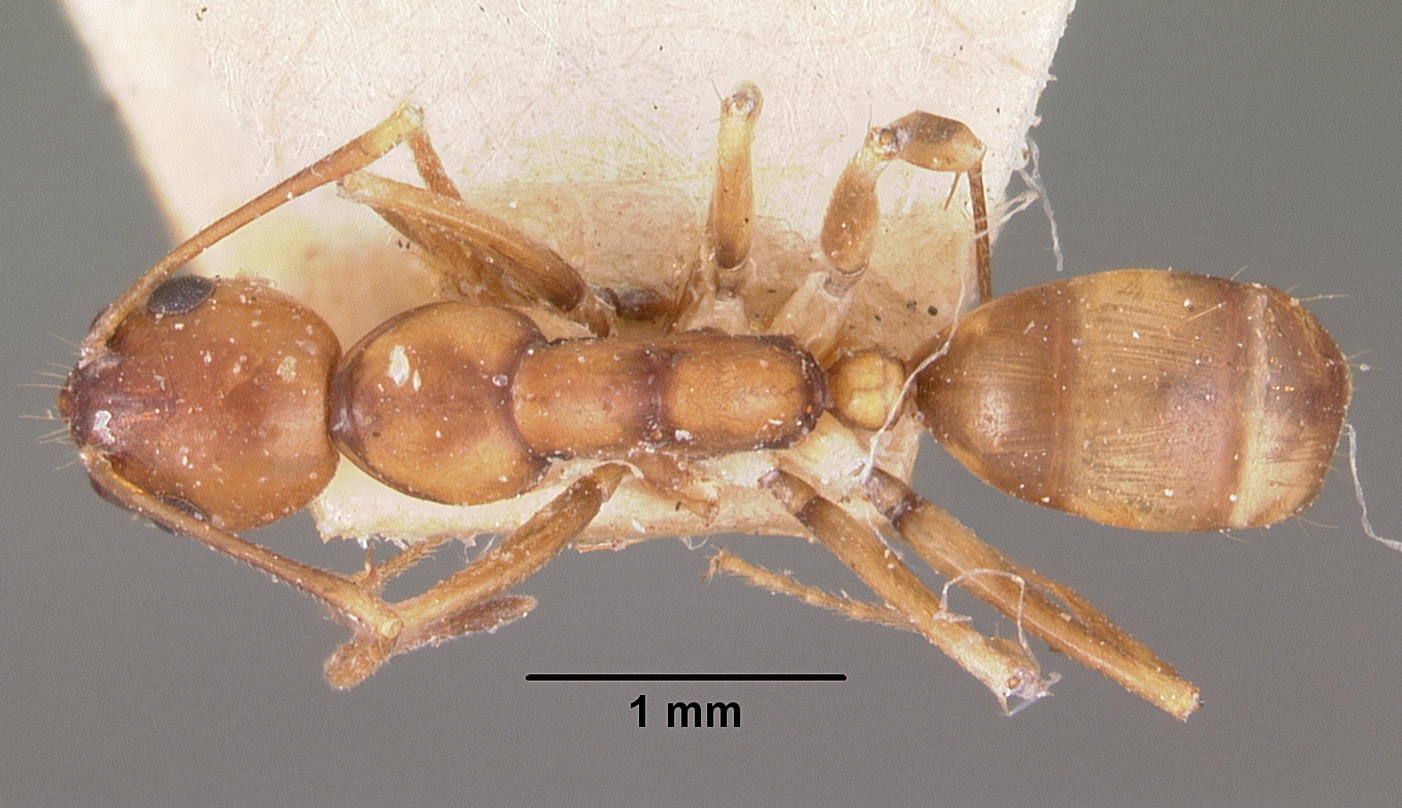
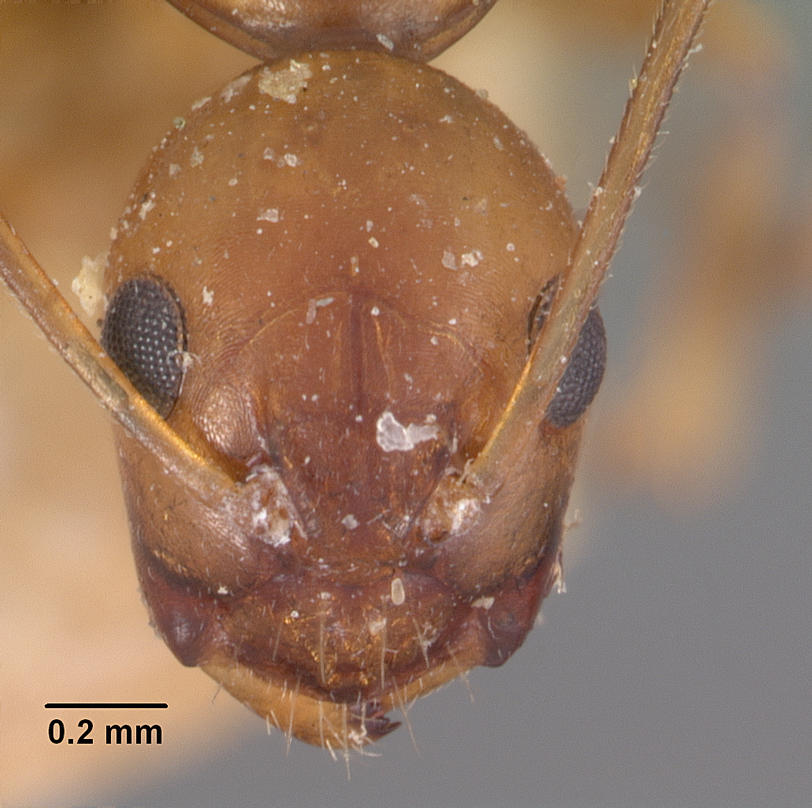